# Asteroconium nothopegiae
Asteroconium nothopegiae är en svampart som beskrevs av T.S. Ramakr., Sriniv. & Sundaram 1953. Asteroconium nothopegiae ingår i släktet Asteroconium, divisionen sporsäcksvampar och riket svampar.   Inga underarter finns listade i Catalogue of Life.